# ۳-اوکسو پنتانوییک اسید
۳-اوکسو پنتانوییک اسید (به انگلیسی: 3-Oxopentanoic acid) با فرمول شیمیایی C5H8O3 یک ترکیب شیمیایی با شناسه پاب‌کم 9214 است. که جرم مولی آن ۱۱۶٫۱۲ گرم بر مول می‌باشد. 